# Карл Бурдах
Карл Бурдах (нім. Karl Burdach; 28 липня 1891, Хемніц — 30 грудня 1976, Фрайбург) — німецький воєначальник, генерал-лейтенант вермахту. Кавалер Лицарського хреста Залізного хреста.

## Життєпис
Представник шанованої сім'ї лікарів і науковців. Син королівського саксонського таємного радника юстиції Вальтера Бурдаха (1856—1937). 1 квітня 1912 року вступив в Саксонську армію. Учасник Першої світової війни. Після демобілізації армії залишений в рейхсвері. З жовтня 1937 року — начальник відділу запасних частин Імперського військового міністерства. З 25 вересня 1939 року — командир 194-го артилерійського полку. З 1 квітня 1940 року — артилерійський командир. З червня 1941 року — командир групи «Бурдах», з 6 серпня 1941 по 10 березня 1943 року — 251-ї піхотної дивізії, з 10 лютого по 8 червня 1943 року — 27-го армійського корпусу, з 7 вересня 1943 по 1 квітня 1944 року — 11-ї піхотної дивізії. 23 червня 1944 року направлений в групу армій «Північна Україна» для особливих артилерійських завдань. На початку липня призначений заступником вищого артилерійського командира 311, а 28 липня сам став командиром. 6 вересня відправлений в резерв, а в кінці місяця був призначений командиром 309-ї артилерійської дивізії особливого призначення. 17 квітня 1945 року взятий в полон американськими військами. 20 грудня 1947 року звільнений.

## Звання
- Фанен-юнкер (1 квітня 1912)
- Єфрейтор (25 травня 1912)
- Унтерофіцер (8 серпня 1912)
- Фенріх (12 листопада 1912)
- Лейтенант (14 серпня 1913; патент від 19 серпня 1911)
- Оберлейтенант (27 січня 1917)
- Гауптман (1 листопада 1923)
- Майор (1 квітня 1932)
- Оберстлейтенант (1 жовтня 1934)
- Оберст (1 квітня 1937)
- Генерал-майор (1 червня 1941)
- Генерал-лейтенант (1 листопада 1942)

## Нагороди
- Залізний хрест 2-го і 1-го класу
- Орден Заслуг (Саксонія), лицарський хрест 2-го класу з мечами
- Орден Альберта (Саксонія), лицарський хрест 2-го класу з мечами
- Військовий орден Святого Генріха, лицарський хрест (29 квітня 1918) — за заслуги під час операції «Міхаель».
- Нагрудний знак «За поранення» в сріблі
- Почесний хрест ветерана війни з мечами (18 грудня 1934)
- Медаль «За вислугу років у Вермахті»
  - 4-го, 3-го, 2-го класу (18 років; 15 травня 1936) — отримав 3 нагороди одночасно.
  - 1-го класу (25 років; 2 квітня 1937)
- Почесний знак Німецького Червоного Хреста 2-го ступеня (20 квітня 1939)
- Застібка до Залізного хреста
  - 2-го (18 січня 1940)
  - 1-го класу (24 січня 1940)
- Німецький хрест в золоті (26 грудня 1941)
- Медаль «За зимову кампанію на Сході 1941/42» (16 липня 1942)
- Відзначений у Вермахтберіхт (26 січня 1944)
- Лицарський хрест Залізного хреста (23 лютого 1944)